# Mehmed-beg Kapetanović Ljubušak
Mehmed-beg Kapetanović Ljubušak (Vitina kod Ljubuškog, 19. prosinca 1839. – Sarajevo, 29. srpnja 1902.), bošnjački političar, kulturni i javni djelatnik, književnik i publicist, drugi po redu gradonačelnik Sarajeva. Otac Rize-bega Kapetanovića.

## Životopis
Mehmed-beg Kapetanović Ljubušak je završio medresu u Ljubuškom i učio je orijentalne jezike. Godine 1877. dolazi u Sarajevo gdje je postao načelnik općine i zastupnik u osmanskom parlamentu, a poslije austro-ugarskog zaposjedanja Bosne i Hercegovine postao je gradonačelnik1893. Na toj dužnosti ostaje do 1899. kad se zbog bolesti povlači.
Krajem 19. stoljeća po Bosni i Hercegovini i susjednim krajevima bavio se sakupljanjem narodnog blaga. Objavio je nekoliko knjiga, a poznata mu je knjiga "Narodno blago" (1888.). U drugoj knjizi "Istočno blago" (1896.) sabrao je i preveo nove turske, arapske i perzijske poslovice i mudre izreke. Natpis na njegovom nišanu je s jedne strane na perzijskom, a s druge na hrvatskom jeziku, a u arapskom pismu. Natpis je ispisan krupnim talik pismom na perzijskom jeziku, čiji sadržaj u prijevodu glasi: 
O uzvišeni (Bože), kada bi moj grijeh bio koliko planina Kaf,
Ništa ne mari, jer je to naspram tvoje milosti neznana stvar.
Ova vrsta dokumenta potvrđuje da se Mehmed-beg čiji je pseudonim Munibi, bavio i književnim radom i da je bio “pametan civjek”, “pjesnik, povjesničar i čovjek dobrih osobina”.
Pokrenuo je list Bošnjak u kojem je zagovarao ideologiju bošnjaštva.